# Тимірязєв Климент Аркадійович
Климе́нт Арка́дійович Тиміря́зєв (також Тімірязєв; рос. Тимирязев Климент Аркадьевич; 22 травня (3 червня) 1843, Петербург, Російська імперія — 28 квітня 1920, Москва, Російська РФСР) — російський природознавець-дарвініст, біолог, фізіолог, один з основоположників російської і радянської школи фізіологів рослин; член-кореспондент РАН (1917 рік; член-кореспондент Петербурзької АН з 1890 року).

## Життєпис
Климент Аркадійович Тимірязєв народився в Петербурзі у 1843. Початкову освіту здобув удома. В 1866 році закінчив Петербурзький університет як вільний слухач, оскільки 1861 року його виключили з університету за участь у студентських заворушеннях.
У 1868—70 роках Тимірязєв навчався і працював за кордоном у лабораторіях німецьких (К. Гірхофа, Г. Гельмгольца, Р. Бунзена, Ф. Гофмайстера) та французьких (П. Бертло, Ж. Буссенго, К. Бернара) вчених.
Повернувшись до Росії, Тимірязєв захистив дисертацію на тему «Спектральний аналіз хлорофілу», і в 1871 році його було призначено на професорську посаду в Петровську сільськогосподарську академію в Москві.
Протягом 1870—92 років викладав ботаніку в Московській сільськогосподарській академії, з 1875 р. — ординарний професор, з 1877 р. — завідувач першою в Росії кафедрою анатомії і фізіології рослин, одночасно з 1877 р. — професор Московського університету.
У 1911 році залишив Московський університет (на знак протесту проти дій міністра освіти Кассо).
Останні 10 років Тимірязєв займався лише науковою та літературно-публіцистичною діяльністю. Відомо, що він гаряче вітав більшовицький Жовтневий переворот 1917 року, а в рік смерті (1920) навіть був обраний робітниками депутатом московської ради.
Учений помер 28 квітня 1920 року в Москві від тяжкої двобічної крупозної пневмонії.

## Наукова діяльність і вшанування Тимірязєва

### Наукові погляди
Першу наукову працю 25-річний К. Тимірязєв надрукував якраз перед закордонним відрядженням — «Прилад для дослідження розкладу вуглекислоти» (рос. Прибор для исследования разложения углекислоты, 1868).
Наукові праці Тимірязєва, що вирізняються стрункістю структури, чіткістю і послідовністю викладення фактичного матеріалу, присвячені експериментальній і теоретичній розробці проблеми фотосинтезу. Тимірязєв встановив, що фотосинтез здійснюється відповідно до закону збереження енергії; інтенсивність фотосинтезу тісно пов'язана з інтенсивністю світла. Тимірязєв висловив думку, що хлорофіл не тільки фізично, а й хімічно бере участь у фотосинтезі, передбачивши тим самим розвиток сучасної науки.

К. Тимірязєв за роботою

Дослідження вченим енергетичних закономірностей фотосинтезу мало важливе значення в обґрунтуванні вчення про єдність і зв'язок живої та неживої матерії в процесі колообігу речовин і енергії в природі. К. А. Тимірязєв порушив проблему еволюції фотосинтезу, яка знайшла свій розвиток у сучасній науці.
Тимірязєв розробляв також питання водного режиму та мінерального живлення рослин; у впровадженні досягнень фізіології рослин і агрохімії в сільськогосподарську практику вчений бачив основи раціонального землеробства.
Крім теоретичних досліджень, до заслуг Тимірязєва варто віднести практичні успіхи — він першим запровадив у Російській імперії дослідження з окультуренням рослин у штучних ґрунтах. Саме задля цього у Петровській сільськогосподарській академії було влаштовано першу теплицю, досвід організації якої вчений перейняв, навчаючись у Німеччині.
Тимірязєв був у Росії одним з найпослідовніших прихильників, пропагандистів і теоретиків дарвінізму. Вчений уточнив значення багатьох його важливих понять, захищав вчення Чарлза Дарвіна в публічних лекціях і друкованих працях. Тимірязєв став першим вченим з Російської Імперії, якому доручили прочитати у Великій Британії так звану Круніанську лекцію, яку Лондонське королівське товариство (англ. The President, Council, and Fellows of the Royal Society of London for Improving Natural Knowledge) разом з Королівським медичним коледжем (англ. Royal College of Physicians) щорічно присвячує найзначнішому відкриттю в галузі природознавства згідно з заповітом доктора Вільяма Круна. Тимірязєв прочитав таку лекцію на тему «Про космічну роль рослини» у 1903 році, де зокрема висунув положення стосовно дії світла на рослину — «асиміляція лише при відносно малих напруженнях світла зростає пропорційно кількості його, але потім відстає від нього і досягає максимуму при напрузі, приблизно рівній половині напруги сонячного променя, що падає на лист у нормальному напрямку. Подальше зростання напруги вже не супроводжується посиленням асиміляції світла».

### Вибрана бібліографія Тимірязєва

Професорський корпус Московського університету, обведено обличчя К. Тимірязєва, 1911

Твори Тимірязєва публікували як окремими виданнями, так і у складі наукових збірників:
- «Публичные лекции и речи», М., 1888
- «Некоторые основные задачи современного естествознания», М., 1895
- «Земледелие и физиология растений» М., 1893
- «Чарлз Дарвин и его учение» випуск 4., М., 1898
- «Жизнь растения», М., 1898
- Сочинения, т.1-10, М., 1937-40
- Вибрані твори, т.1-4., К.-Х., 1949-50 (укр.)
- Наука и демократия., М., 1963

### Вшанування Тимірязєва
К. А. Тимірязєву були присуджені звання член-кореспондента Академії наук, почесного члена Санкт-Петербурзького університету, багатьох наукових і громадських товариств і організацій. Почесним професором зробив Тимірязєва також і Харківський університет.
Нині ім'я Тимірязєва носить Російський Державний аграрний університет (колишня сільгоспакадемія). У Москві є вулиця Тимірязєва, район «Тимірязєвка», станція Московського метро імені Тимірязєва (відкрито у 1991 році).
В Україні, утворені від імені вченого, популярними є топоніми Тімірязєве і Тімірязєвка. А вулиці, названі на честь К. А. Тимірязєва, є у Києві, Дніпрі, Львові, Харкові, Запоріжжі, Ужгороді, Вінниці, Луганську та багатьох інших містах.
У 1931 році на Миколаївському суднобудівному заводі був спущений на воду теплохід «Тимірязєв».

## Цікаві факти
- У 1920 році К. А. Тимірязєв один з перших примірників своєї праці «Наука і демократія» вислав В. Леніну.
- Критичні відгуки при загальній зацікавленості генетикою К. А. Тимірязєвим були достатньою підставою для несумлінного використання творчості вченого прибічниками Т. Д. Лисенка у 1930—50-і роки у боротьбі з генетиками.